# بروس سافاج
بروس سافاج (بالإنجليزية: Bruce Savage)‏ (21 ديسمبر 1960 بهوليوود في الولايات المتحدة - ) هو مدرب كرة قدم ولاعب كرة قدم أمريكي في مركز الدفاع، شارك في الألعاب الأولمبية الصيفية 1984. وشارك مع منتخب الولايات المتحدة لكرة القدم. أما مع النوادي، فقد لعب مع تيم أمريكا ‏ وأتلانتا تشيفز وبالتيمور بلاست ‏ وفورت لودردايل سترايكرز وفينكس إنفيرنو ‏.

## وصلات خارجية
- بروس سافاج على موقع الاتحاد الدولي (مؤرشف)  (الإنجليزية)
- بروس سافاج على موقع قاعدة بيانات كرة القدم.إي يو (الإنجليزية)
- بروس سافاج على موقع ناشيونال فوتبول تيمز (الإنجليزية)
- بروس سافاج على موقع عالم كرة القدم.نت (الإنجليزية)
- بروس سافاج على موقع أوليمبيديا (الإنجليزية)